# 郭国汀
郭国汀（1958年1月10日—），福建省龙岩市长汀县人，1984年毕业于吉林大学法律系，上海市天易律师事务所主任，知名人权律师。郭国汀曾为法轮功练习人士和异见人士辩护，曾为郑恩宠和师涛的泄露国家机密案件辩护，因此，他被上海市人民政府吊销了执照，他自称为了自由和民主实践运动被迫流亡加拿大。

## 生平
1958年，郭国汀出生在福建省龙岩市长汀县。早年，郭国汀曾在长汀一中（1975年畢業）、吉林大学法律系國際法專業读书（1984年畢業）。
1984年，郭国汀大学毕业后，曾先后担任律师、教授、研究员等职务。
2005年5月，郭国汀因被上海市人民政府吊销执照被迫移居到加拿大，为加拿大维多利亚大学的访问学者，被中华人民共和国政府认为是海外反共重点人物。

## 履历
- 福建对外经济律师事务所律师
- 福建对外经济律师事务所涉外部主任
- 福州至理律师事务所副主任
- 上海市华利律师事务所副主任
- 上海市小耘律师事务所国际贸易海事部主任
- 上海市天易律师事务所主任
- 上海海运学院客座研究员
- 中国对外经贸大学客座研究员
- 中国海事仲裁委员今仲裁员
- 中国国际商会调解中心调解员
- 武汉大学法学院兼职法学教授。
- 上海市华利律师事务所专职海事律师
- 上海市小耘律师事务所专职海事律师
- 上海市天易律师事务所主任